# Maxentius

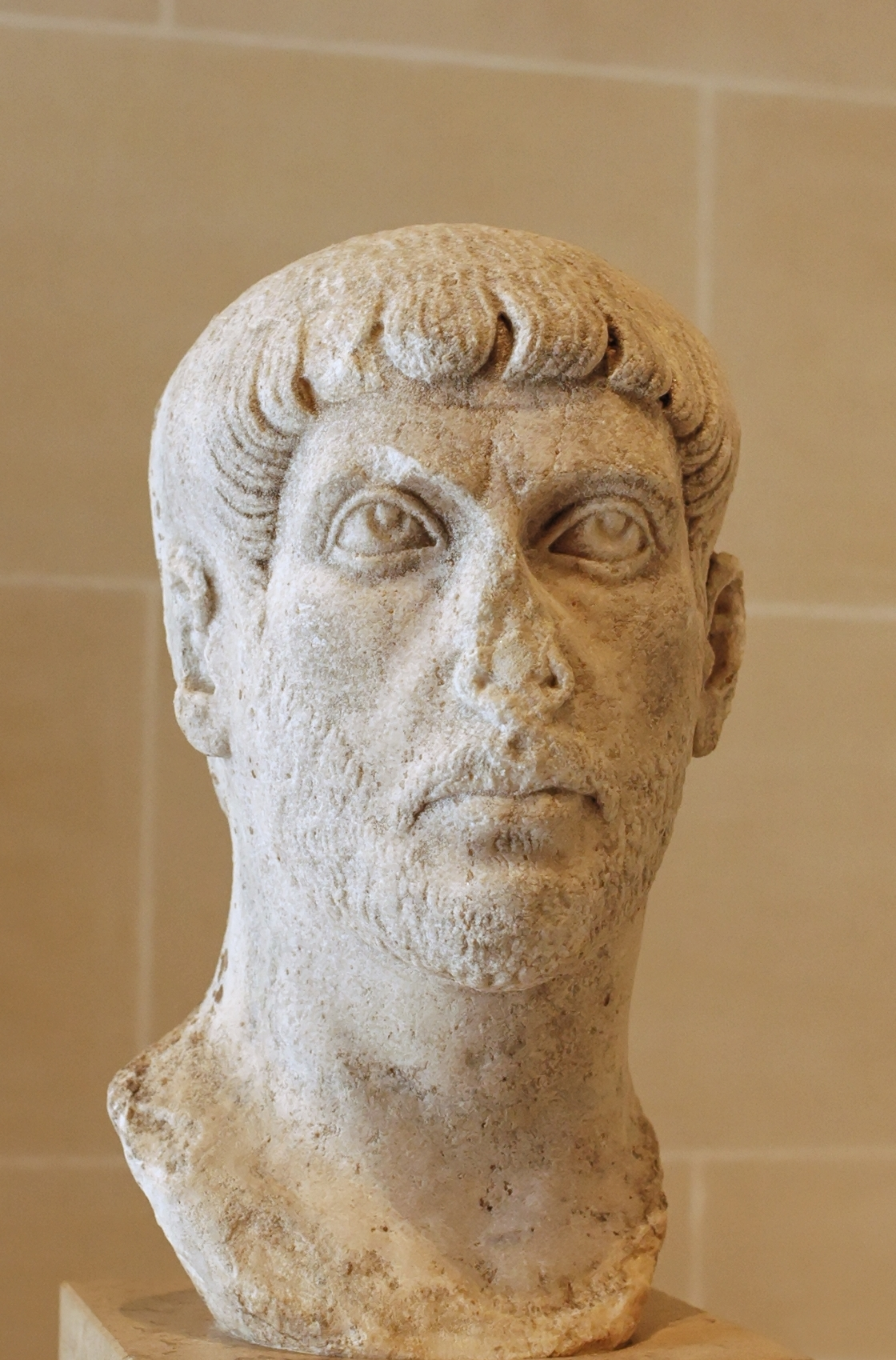
Bustul lui Maxentius

Marcus Aurelius Valerius Maxentius (n. 278 d.Hr., Roma, Imperiul Roman – d. 28 octombrie 312 d.Hr., Roma, Italia) a fost împărat roman din 306 până în 312. A fost fiul împăratului Maximian și ginerele lui Galerius, de asemenea împărat.
Maxentius s-a înecat în Tibru în bătălia de la Podul Milvian.

## Literatură
Articole de dicționar
- Edmund Groag: Maxentius. Din:  Enciclopedia clasică Pauly-Wissowa (RE). vol. XIV,2, Stuttgart 1930, Sp. 2417–2484.
- Wolfgang Kuhoff: Maxentius. In: Reallexikon für Antike und Christentum. Band 24, Hiersemann, Stuttgart 2012, ISBN 978-3-7772-1222-7, Sp. 484–494.

Monografii și studii
- Mats Cullhed: Conservator Urbis Suae. Studies in the politics and propaganda of the emperor Maxentius. Åström, Stockholm 1994, ISBN 91-7042-149-8.
- Troels Myrup Kristensen: Maxentius’ Head and the Rituals of Civil War. În: Henning Börm (Editor): Civil War in Ancient Greece and Rome. Editura Steiner, Stuttgart 2016, ISBN 978-3-515-11224-6, S. 321–346.
- Wolfgang Kuhoff: Diokletian und die Epoche der Tetrarchie. Editura Lang, Frankfurt/Main u. a. 2001, ISBN 3-631-36792-9.
- Hartmut Leppin, Hauke Ziemssen: Maxentius. Der letzte Kaiser in Rom. Editura Zabern, Mainz 2007, ISBN 978-3-8053-3399-3.

## Weblinks
- de Maxentius în Catalogul Bibliotecii Naționale a Germaniei (Informații despre Maxentius • PICA • Căutare pe site-ul Apper)
- Michael DiMaio, Jr.: [http://www.roman-emperors.org/maxentiu.htm Biografie scurtă din Imperatoribus Romanis (Literatură).
- Follis  Maxentius ca Caesar (Karthago, 306) pe vcoins.com
- Richard Hemmer und Daniel Meßner: Kleine Geschichte über den letzten Kaiser in Rom  din 29. Iunie 2023